# Wereldbeker schaatsen 2008/2009 - Wereldbeker 4 - 2e 1000 meter mannen
De vierde van 10 wedstrijden voor de wereldbeker schaatsen 1000 meter werd gehouden op 7 december 2008 in Changchun.

## Uitslag A-divisie
| rang   | schaatser                | tijd    | punten |
| ------ | ------------------------ | ------- | ------ |
| Goud   | Simon Kuipers            | 1.09,83 | 100    |
| Zilver | Shani Davis              | 1.09,99 | 80     |
| Brons  | Stefan Groothuis         | 1.10,01 | 70     |
| 4      | Lee Kyou-hyuk            | 1.10,02 | 60     |
| 5      | Mark Tuitert             | 1.10,07 | 50     |
| 6      | Mo Tae-Bum               | 1.10,80 | 45     |
| 7      | Denny Morrison           | 1.10,85 | 40     |
| 8      | François Olivier Roberge | 1.10,99 | 36     |
| 9      | Dmitri Lobkov            | 1.11,16 | 32     |
| 10     | Lee Jong-Woo             | 1.11,21 | 28     |
| 11     | Mika Poutala             | 1.11,26 | 24     |
| 12     | Mun Joon                 | 1.11,55 | 21     |
| 13     | Samuel Schwarz           | 1.11,69 | 18     |
| 14     | Muncef Ouardi            | 1.11,89 | 16     |
| 15     | Frank Steiner            | 1.12,10 | 14     |
| 16     | Aleksandr Lebedev        | 1.12,23 | 12     |
| 17     | Philippe Riopel          | 1.12,78 | 10     |
| 18     | Yu Fengtong              | 1.13,40 | 8      |
| 19     | Lee Ki-Ho                | DQ      | 6      |

## Loting
| rit | binnenbaan        | buitenbaan               |
| --- | ----------------- | ------------------------ |
| 1   |                   | Philippe Riopel          |
| 2   | Yu Fengtong       | Frank Steiner            |
| 3   | Mun Joon          | Lee Ki-Ho                |
| 4   | Mika Poutala      | François Olivier Roberge |
| 5   | Muncef Ouardi     | Simon Kuipers            |
| 6   | Samuel Schwarz    | Denny Morrison           |
| 7   | Aleksandr Lebedev | Lee Jong-Woo             |
| 8   | Dmitri Lobkov     | Mark Tuitert             |
| 9   | Mo Tae-Bum        | Shani Davis              |
| 10  | Stefan Groothuis  | Lee Kyou-hyuk            |

## Top 10 B-divisie
| rang | schaatser         | tijd    | punten |
| ---- | ----------------- | ------- | ------ |
| 1    | Sjoerd de Vries   | 1.11,11 | 25     |
| 2    | Tadashi Obara     | 1.11,16 | 19     |
| 3    | Remco Olde Heuvel | 1.11,19 | 15     |
| 4    | Kyle Parrott      | 1.11,26 | 11     |
| 5    | Sergey Chadayev   | 1.12,02 | 8      |
| 6    | Zhang Zhongqi     | 1.12,52 | 6      |
| 7    | Fangyi Liu        | 1.13,24 | 4      |
| 8    | Tuomas Nieminen   | 1.13,46 | 2      |
| 9    | Yaolin Zhang      | 1.13,52 | 1      |
| 10   | Timofey Skopin    | 1.13,57 | 0      |